# The Stars (Are Out Tonight)
The Stars (Are Out Tonight) is een nummer van Britse muzikant David Bowie en de derde track van zijn comebackalbum The Next Day uit 2013. De videoclip van het nummer werd online geplaatst op 25 februari 2013 en het nummer zelf was een dag later officieel verkrijgbaar als de tweede single van het album. Op 20 april 2013 werd het nummer samen met de leadsingle van het album "Where Are We Now?" opnieuw uitgebracht op een 7"-vinylsingle als onderdeel van Record Store Day. Het nummer kreeg een nominatie voor de Grammy Awards van 2014 in de categorie "Best Rock Performance".

## Videoclip
De officiële videoclip van het nummer ging in première op 25 februari 2013 en werd geregisseerd door de Canadese Floria Sigismondi. In de clip is Bowie te zien met actrice Tilda Swinton als zijn vrouw. Daarnaast werden de "sterren" gespeeld door de modellen Andreja Pejić en Saskia de Brauw. De jonge Bowie wordt gespeeld door het Noorse model Iselin Steiro.

## Tracklijst
- Beide nummers geschreven door Bowie.

1. "The Stars (Are Out Tonight)" - 3:55
2. "Where Are We Now?" - 4:08

## Muzikanten
- David Bowie: zang, akoestische gitaar
- Gail Ann Dorsey: basgitaar, achtergrondzang
- Janice Pendarvis: achtergrondzang
- Gerry Leonard: gitaar
- David Torn: gitaar
- Tony Visconti: snaararrangement
- Sterling Campbell: drums

## Hitnoteringen

### Nationale Hitparade top 50 /Single Top 100
| Hitnotering: 16-03-2013 | Hitnotering: 16-03-2013 | Hitnotering: 16-03-2013 |
| Week:                   | 1                       |                         |
| ----------------------- | ----------------------- | ----------------------- |
| Positie:                | 88                      | uit                     |